# Alecton
La Alecton fu una corvetta francese, in servizio dal 1861 al 1884. Poco dopo la sua entrata in servizio, mentre stava veleggiando verso la Guyana francese, incontrò al largo di Tenerife un esemplare di calamaro gigante, che tentò invano di catturare, riuscendo ad entrare in possesso solo di un pezzo della pinna dell'animale.
L'incontro della Alecton provò l'esistenza dei calamari giganti, fino ad allora considerati solo leggende trasposte nella creatura mitologica del kraken. La fortuita esperienza della corvetta influenzò molto anche il mondo artistico, ispirando artisti come Victor Hugo e soprattutto Jules Verne, che ne trasse ispirazione per scrivere Ventimila leghe sotto i mari, uno dei suoi romanzi più famosi.

## Costruzione
Nel 1859 la marina francese ordinò una nuova classe di corvette, di cui la Alecton fu la prima ad essere costruita, dando anche il proprio nome alla classe navale corrispondente. La nave fu ordinata nel 1859 nei cantieri di Marsiglia, venendo varata all'inizio del 1861 e messa effettivamente in servizio nel giugno di quell'anno, dopo aver superato i collaudi con successo.
Era una nave di circa 570 tonnellate, armata con quattro cannoni leggeri di bronzo e con 64 marinai d'equipaggio. Era a propulsione mista, possedendo sia un motore a vapore che due alberi muniti di vela.

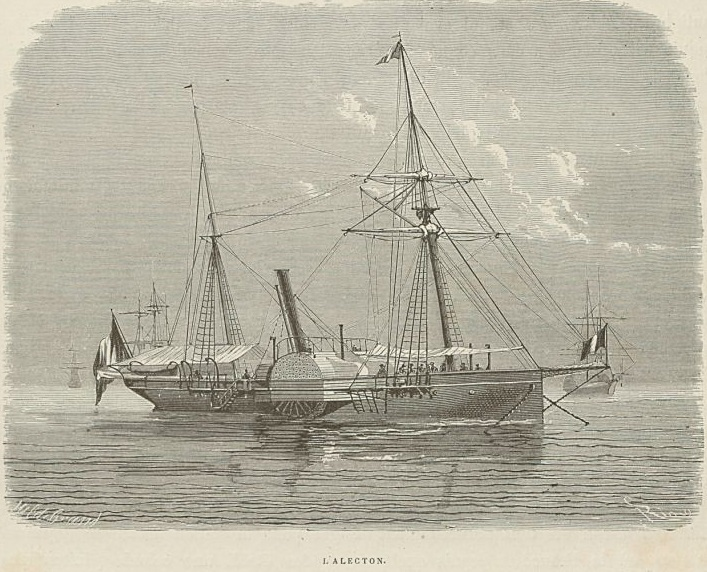
La Alecton in una stampa d'epoca

## Incontro col calamaro gigante
Il viaggio inaugurale della Alecton avvenne nell'autunno 1861, quando oltrepassò lo stretto di Gibilterra dirigendosi verso la Guyana francese, viaggio che avrebbe fatto nuovamente negli anni successivi. Il suo capitano era l'ufficiale Frédéric Bouyer.

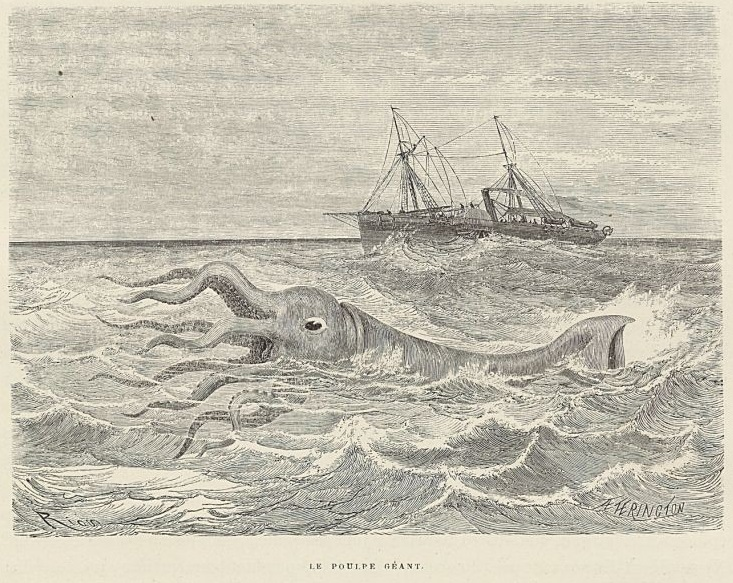
La Alecton avvista il calamaro gigante (stampa d'epoca)

La Alecton navigò verso ovest, finché si trovò al largo dell'isola di Tenerife. Qui, il 30 novembre 1861, le vedette gridarono all'improvviso che una grande massa lunga circa 6 metri galleggiava appena al di sotto della superficie marina, non lontano dalla nave. Il capitano Bouyer accorse, e riconobbe nella figura avvistata dai marinai il profilo di un calamaro gigante, animale fino ad allora ritenuto solo una leggenda. Deciso a provarne l'esistenza, Bouyer decise di catturarlo, e la Alecton si mise all'inseguimento dell'animale, che parve rendersi conto delle intenzioni dell'imbarcazione e cercò di fuggire per un breve frangente. Il motore a vapore della corvetta si rivelò tuttavia troppo veloce per il calamaro, che fu preso a fucilate e colpi di arpione dai marinai e infine catturato.

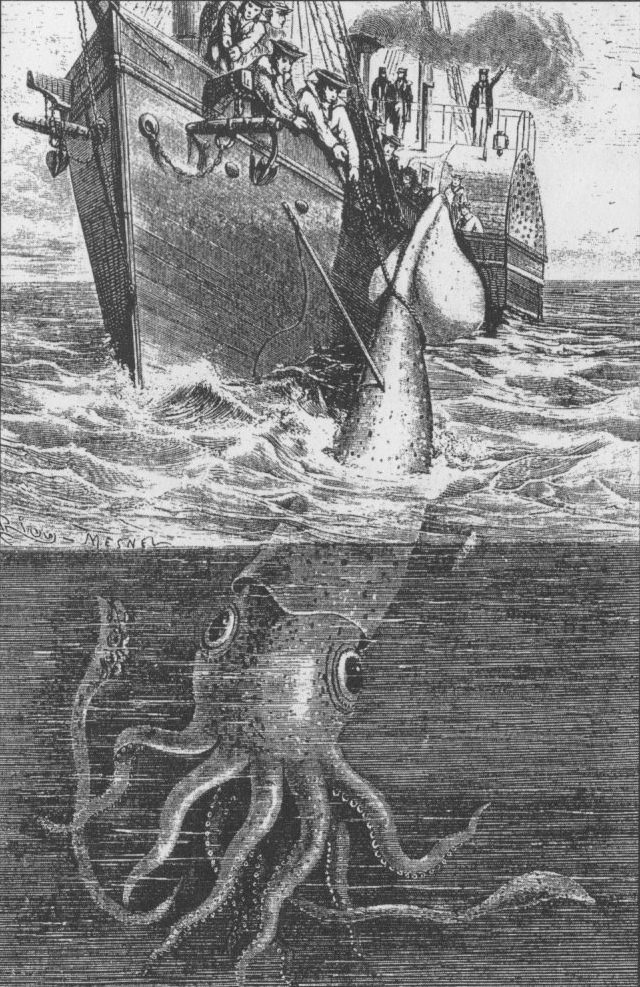
La cattura del calamaro (stampa d'epoca)

Bouyer diede ordine di issare l'animale a bordo, ma l'impresa si rivelò molto difficoltosa. Alla fine il calamaro, dopo molti sforzi, riuscì a divincolarsi dalle corde dei marinai e a rituffarsi in mare, scomparendo negli abissi. Nel fuggire tuttavia aveva perso un pezzo della sua pinna apicale, rimasto impigliato in un arpione, e Bouyer si dovette accontentare di questa sola vestigia (del considerevole peso di circa 15 kg), che riportò con sé in Europa e consegnò al fisiologo Marie-Jean-Pierre Flourens dell'Accademia francese delle scienze assieme a un dettagliato resoconto dell'incontro con l'animale. Della pinna, inviata ad un museo per studi più approfonditi, si erano già perse le tracce l'anno successivo, forse decompostasi oppure semplicemente perduta.

## Servizio successivo
Dopo l'incontro col calamaro gigante la Alecton tornò al suo servizio ordinario, continuando a pattugliare le colonie francesi in Sudamerica, utilizzando come basi la Guyana francese e Guadalupa. Rimase in servizio fino al 1883, quando venne radiata, per poi essere demolita a Lorient l'anno successivo.

## Impatto culturale
L'incontro della Alecton ebbe un'enorme eco nella stampa europea, e andò a collocarsi nel dibattito di quegli anni se una creatura mitologica come il kraken esistesse davvero. Leggende sul kraken circolavano ormai da secoli tra i marinai, alimentate dalle carcasse di cefalopodi di grandi dimensioni che occasionalmente si spiaggiavano sulle coste europee. Con l'illuminismo i primi naturalisti e biologi avevano cercato di classificare scientificamente il kraken, come fece Carlo Linneo nel 1735, seguito dal vescovo di Bergen Erik Pontoppidan, che nella sua Storia naturale della Norvegia del 1752 ne diede una prima descrizione analitica e non solo leggendaria. Tuttavia la comunità scientifica, nonostante queste notevoli eccezioni, rimaneva scettica sull'esistenza dei calamari giganti, e non era propensa ad accettarli come creature reali. Addirittura il naturalista francese Pierre Denys de Montfort, per i suoi studi compiuti sui cefalopodi giganti in cui ammetteva l'esistenza del kraken, ebbe la carriera rovinata e non godette più di molto credito tra gli altri studiosi.

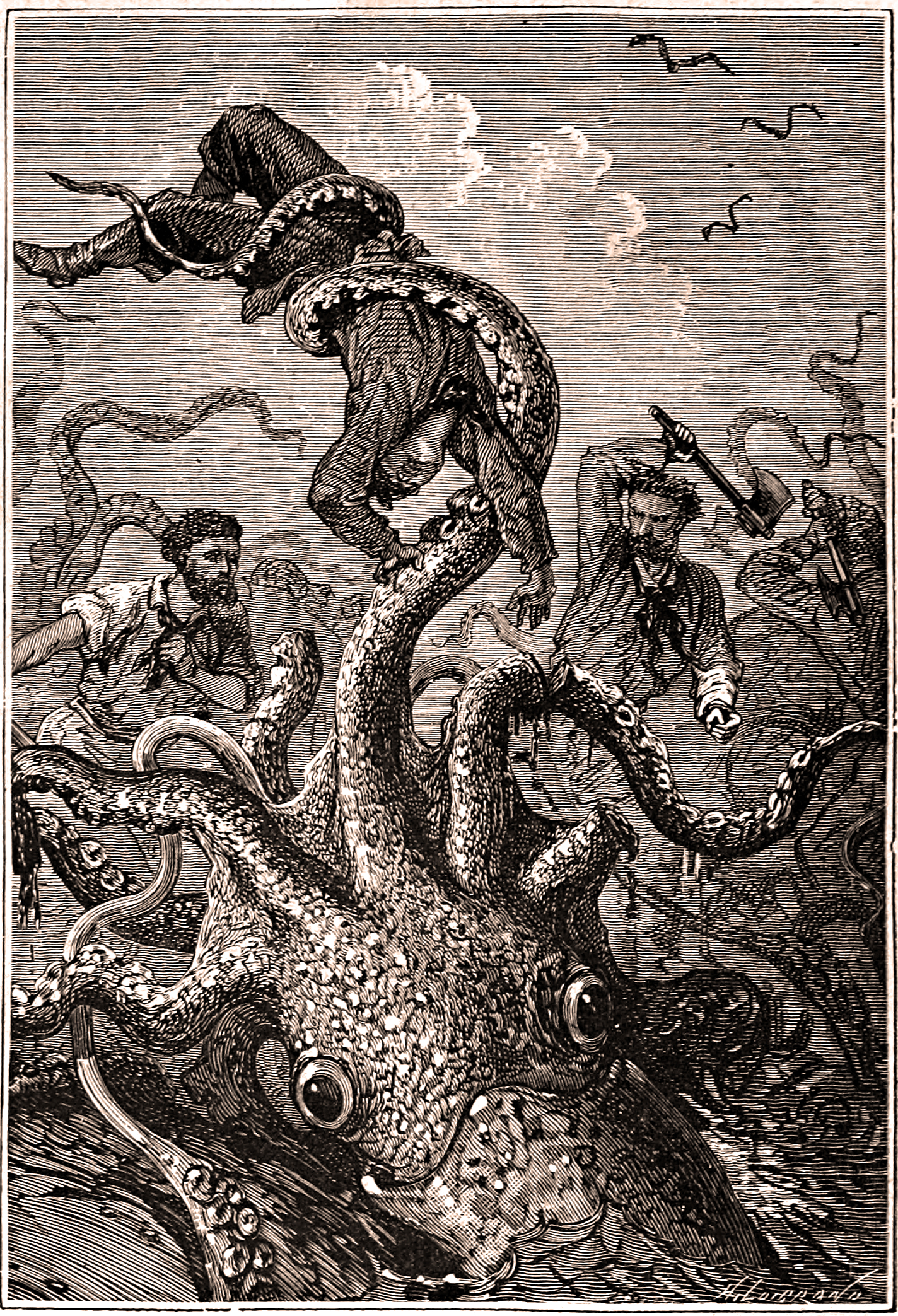
I kraken attaccano il Nautilus (illustrazione originale di Ventimila leghe sotto i mari)

I racconti di avvistamenti e incontri con cefalopodi di grandi dimensioni si fecero tuttavia sempre più frequenti tra la fine del XVIII e l'inizio del XIX secolo, e l'incontro della Alecton fugò ogni dubbio residuo sulla loro effettiva esistenza, facendoli accettare dalla comunità scientifica. La scoperta dei calamari giganti scatenò la fantasia degli scrittori francesi, e grandi nomi della letteratura francese come Victor Hugo e Jules Verne trassero profonda ispirazione da questo avvenimento. Hugo, nel suo romanzo I lavoratori del mare (1866), introdusse la parola "piovra" (pieuvre) nella lingua francese, prima di allora mai utilizzata, narrando anche l'attacco di un kraken contro un peschereccio. Stessa cosa fece Jules Verne, che nel suo romanzo Ventimila leghe sotto i mari (1869) dedica un intero capitolo all'attacco portato da un branco di calamari giganti al sottomarino Nautilus, comandato dal capitano Nemo, citando anche esplicitamente la reale esperienza della corvetta francese. L'incontro della Alecton e i conseguenti lavori di Hugo e Verne contribuirono a far entrare definitivamente il kraken nell'immaginario collettivo.
Nonostante l'incontro della Alecton abbia fatto accettare i cefalopodi giganti come realmente esistenti, le ricerche su tali animali sono andate a rilento per via della loro rarità, e ancora nel XXI secolo, gli incontri con esemplari di Architeuthis dux (nome scientifico attribuito ai calamari giganti) sono abbastanza rari.